# Стад де Пари
«Стад де Пари́» (фр. Stade de Paris) — стадион футбольного клуба «Ред Стар» с 1909 года. Второе название арены «Stade Bauer» — по отношению к улице на которой она находится. Стадион расположен в департаменте Сен-Сен-Дени, недалеко от Парижа.

## История
«Стад де Пари» был торжественно открыт 24 октября 1909 года по случаю товарищеского матча клуба «Ред Стар» и лондонской любительской команды. Стадион принимает матчи сборной Франции по футболу до Первой мировой войны и становится домашней ареной футбольного клуба «Ред Стар».
В 1947, 1975 и 2002 годах стадион был реконструирован. Были возведены две новые трибуны и сделано освещение. После чего стадион мог вместить 23 000 зрителей. Однако шторм в 1999 году вызвал серьезные разрушения в бетонной конструкции, в связи с чем часть трибун были разобраны. В настоящее время на арене функционируют две трибуны, которые способны собрать 2 999 зрителей. Также арена принимала домашние матчи «ПСЖ» в сезоне 1971/1972. А в 1998 году на стадионе прошел матч между сборной Андорры и сборной Бразилии.
В 2009 году «Стад де Пари» праздновал своё столетие. В сезоне 2010/2011 было решено заменить газон искусственным покрытием.